# Ipomoea oblongifolia
Ipomoea oblongifolia är en vindeväxtart som först beskrevs av Hassler, och fick sitt nu gällande namn av O'donell. Ipomoea oblongifolia ingår i släktet praktvindor, och familjen vindeväxter. Inga underarter finns listade i Catalogue of Life.